# Гийас-ад-дин Балбан
Гийас-ад-дин Балбан  — султан Дели (1265—1287) тюркского происхождения.

## Восхождение на престол

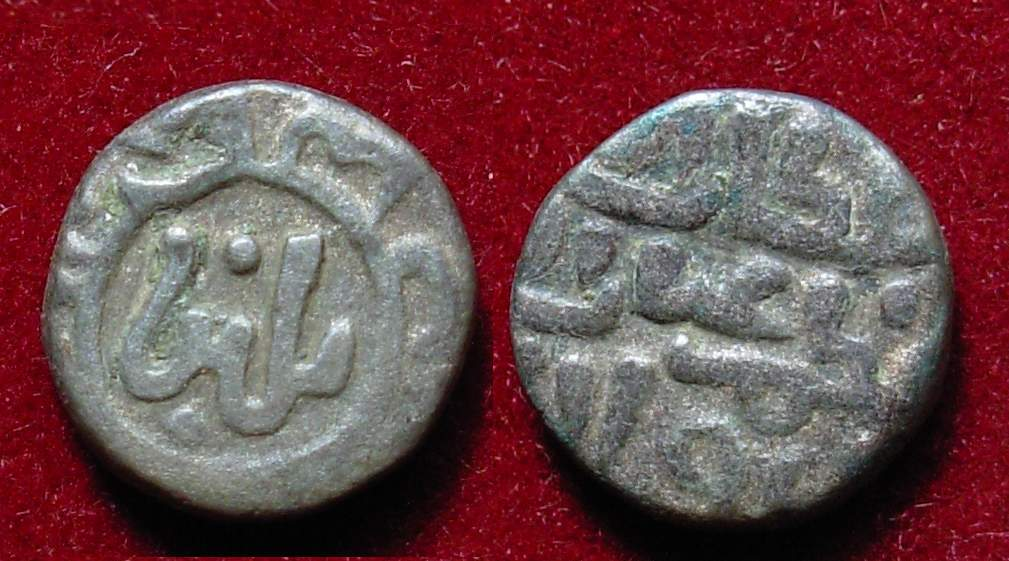
Монета Балбана

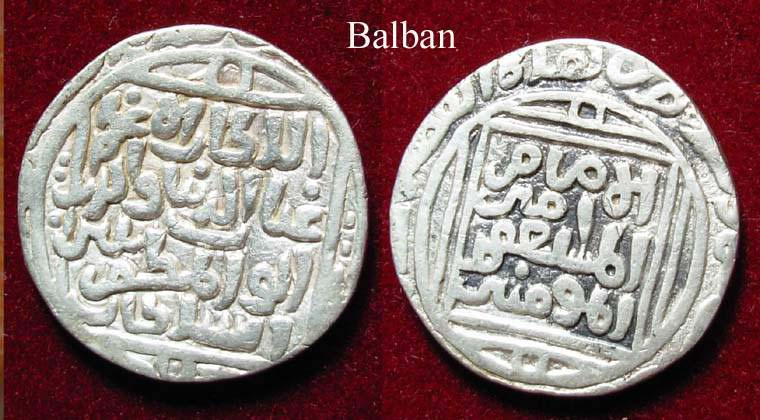
серебряная монета Балбана

После смерти султана Махмуд-шаха I (1246—1266 гг.), который не оставил наследника мужского пола, на престол взошел Гийас-ад-дин Балбан, настоящим именем которого было Улуг-хан.
Он был тюрком, а о его отце говорится, что он был вождем десяти тысяч семейств. В юности Улуг-хан был захвачен в плен монголами, продавшими его в рабство в Багдаде. Хозяин Улуг-хана взял его с собой в Дели, где его купил Илтутмиш. Он был организатором похода, заставившего монголов снять осаду Уча в 1246 году. 
Главная задача Балбана состояла в том, чтобы укрепить власть своего господина в различных провинциях империи. 
Большой политический опыт Балбана подсказал ему, что первой задачей правителя является ликвидация притязаний тюркской знати. В первую очередь он поднял престиж правителя, установив церемониал при своем дворе. Он дал понять, что у правителя не может быть равных. Балбан, подобно представителям династии Караханидов, претендовал на происхождение от мифического тюркского героя Афрасиаба.
Балбан не довольствовался косвенным ослаблением положения знати при дворе. Он принял действенные меры для того, чтобы сломить их сопротивление везде, где он имел возможность нанести им удар. Он осуществлял правосудие невзирая на лица, даже самые могущественные представители знати не могли рассчитывать на какую-либо поблажку. 
Важная военная реформа, проведенная Балбаном, повышала боеспособность армии. 
Постоянная угроза монгольского нашествия была одним из важнейших факторов, определявших политику Балбана. Он понимал важность сосредоточения всех своих военных сил на обороне уязвимой северо-западной границы, поэтому он не занимался расширением империи. Центральным вопросом его политики была внутренняя консолидация.

## Борьба с монголами
Около 1279 года монголы опустошили верхний Пенджаб. Большая армия, состоявшая из войск сыновей Балбана Мухаммада из Мултана и Бугра-хана из Саманы, а также Малика Беткарса из Дели, выступила против завоевателей и нанесла им жестокое поражение. Однако в 1286 году, монгольская армия под командованием Тимур-хана вторглась в Мультан, и Мухаммед был убит из засады. Позже Балбан снова занял и восстановил Лахор.

## Итоги деятельности
Балбан был, несомненно, очень способным правителем. В течение четырех десятилетий (1246—1287 гг.) он был фактическим правителем обширной тюркской империи в Индии. О его способностях свидетельствуют его дела: восстановление мира и порядка в стране и успешная защита северо-западных границ от могущественных монголов. Воздерживаясь от войн, направленных на расширение владений он показал ясное понимание сложившейся обстановки. Главнейшей задачей в то время было укрепление империи, и Балбан сосредоточил на этом своё внимание. Возвышая монархию и ослабляя значение знати, он придал новые черты тюркскому государству в Индии. Он пунктуально соблюдал все обряды ортодоксального суннита. Он покровительствовал многим беглецам из Центральной Азии, которых монголы вынудили покинуть родину. 

## Смерть
На смертном одре Балбан назвал своим наследником Кей-Хусроу — сына Мухаммеда. После смерти Балбана знать не посчиталась с его последней волей; они возвели на престол молодого Кай-Кубада, сына Бугра-хана. Внук Кай-Кубад наследовал Балбану в 1287 году.